# Ernst Ebeling (Politiker)
Ernst Ebeling (* 1. Februar 1859 in Magdeburg; † 26. November 1932 in Wernigerode) war ein deutscher Verwaltungsjurist und Kommunalpolitiker.

## Leben
Ebeling studierte Rechtswissenschaften an der Universität Halle und an der Friedrich-Wilhelms-Universität Berlin. Während seines Studiums wurde er 1879 Mitglied der Schwarzburgbund-Verbindung Tuiskonia Halle. An das 1883 bestandene 1. Staatsexamen schloss sich ein Referendariat an, während dieser Zeit promovierte er zum Dr. iur.
Kurz nach dem 1888 absolvierten 2. Staatsexamen wurde er bereits zum Bürgermeister der Stadt Hohenstein-Ernstthal gewählt, zwei Jahre später zum Bürgermeister der Stadt Meerane. Im Februar 1898 trat er das Amt des Oberbürgermeisters der Stadt Dessau an, nach Ablauf der regulären Amtszeit von zwölf Jahren wurde er 1910 wiedergewählt. Dieses Amt übte er bis zum Januar 1918 aus. Nachdem es bei der Verteilung rationierter Lebensmittel durch die Stadtverwaltung zu Unregelmäßigkeiten gekommen war, übernahm Ebeling die Verantwortung dafür und trat zurück. Er verließ die Stadt und zog nach Wernigerode in den Harz, wo er bereits viele Jahre zuvor seinen Urlaub im Hotel Steinerne Renne verbracht hatte. Hier starb er 1932.
Ebeling war Mitglied der Freimaurerloge Esiko zum aufgehenden Licht in Dessau.

## Schriften
- Vorwort für: Die Haupt- und Residenzstadt Dessau. 2. Auflage, Dessau o. J. (1911).
- (als Mitherausgeber): Die Stadt Dessau. (= Monographien deutscher Städte, Band 9.) Berlin 1914.